# Madonna del Bosco (Imbersago)

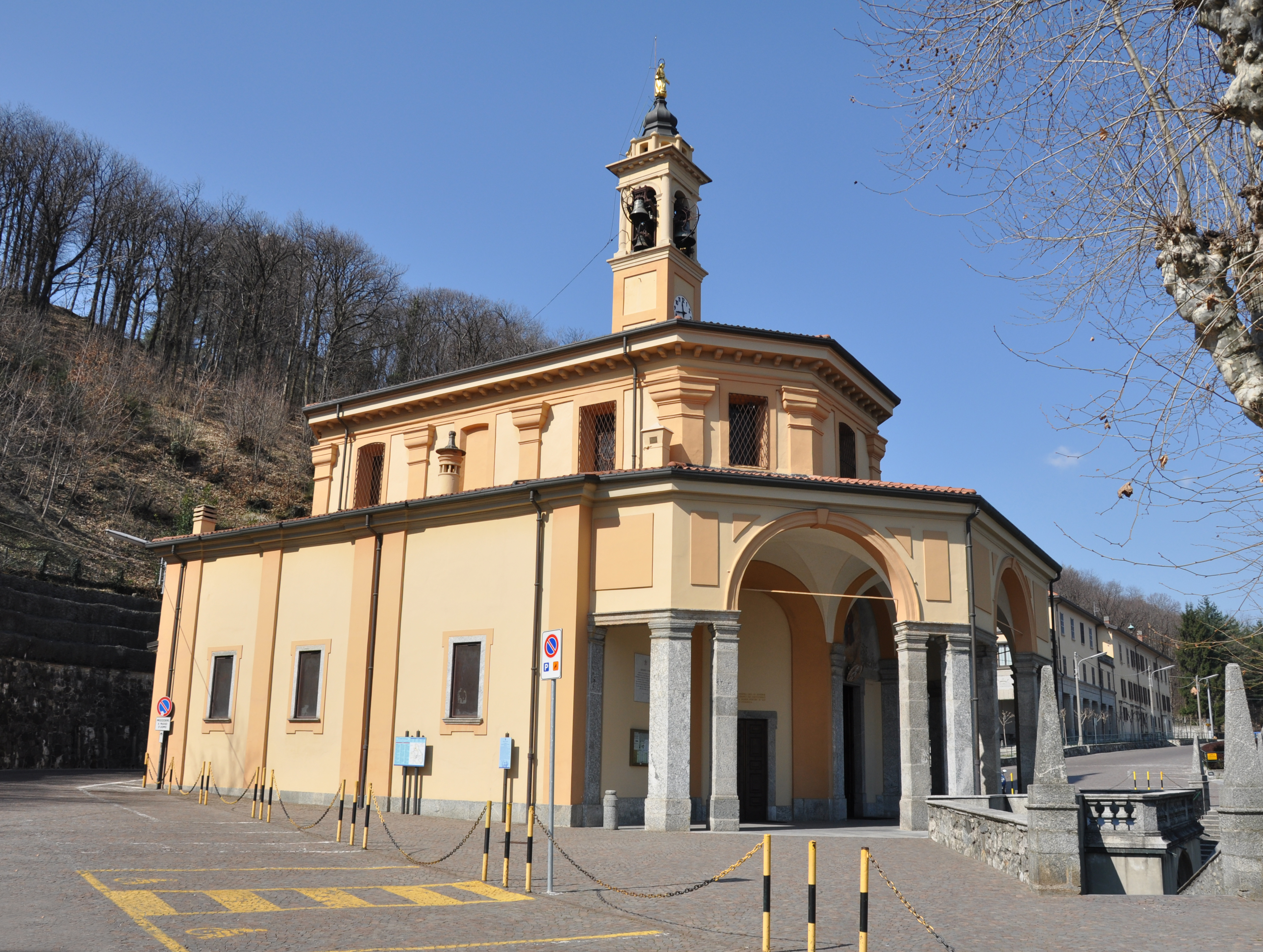
Madonna del Bosco

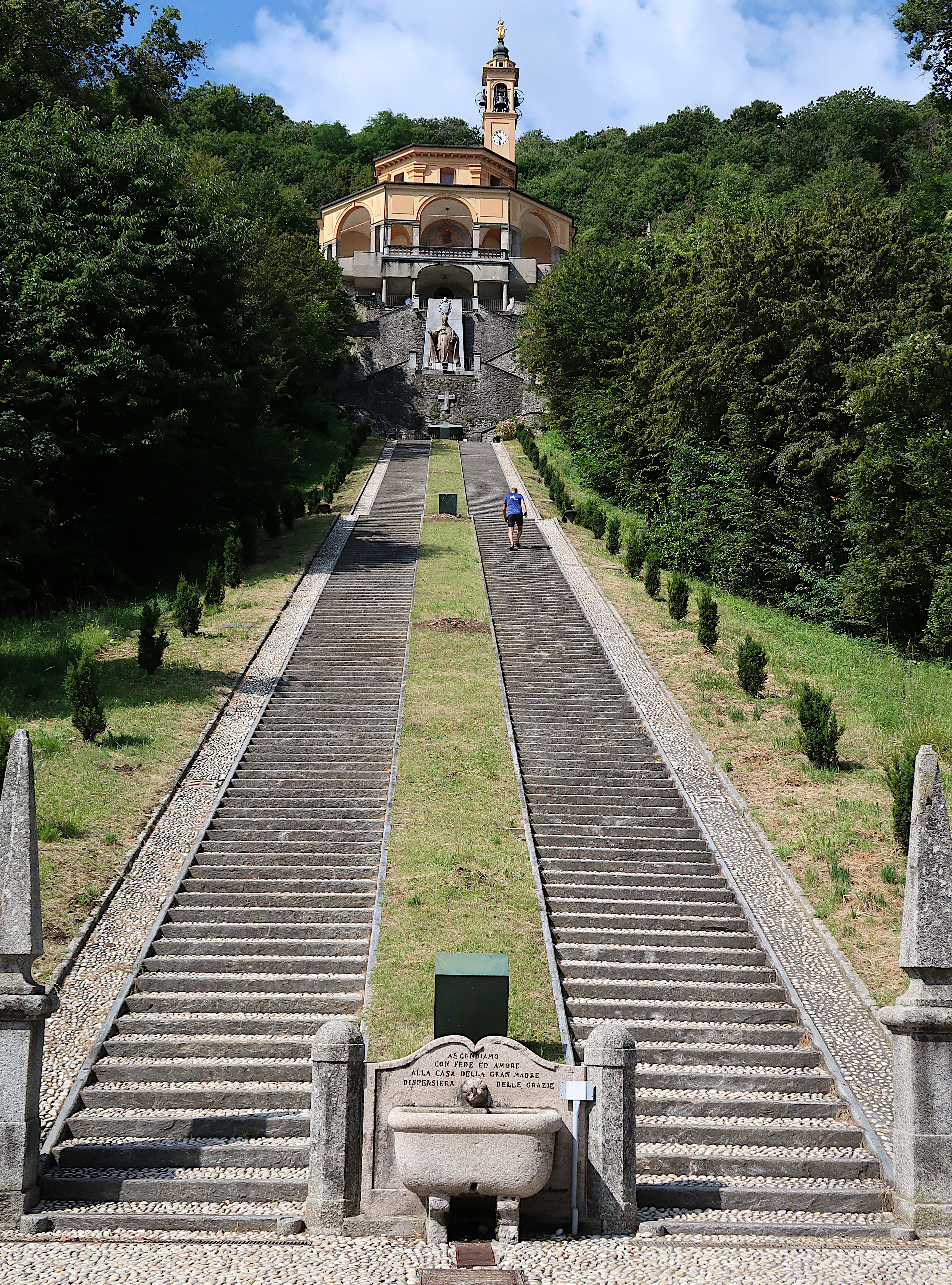
Heilige Stiege

Das Santuario Madonna del Bosco (deutsch Heiligtum Unserer Lieben Frau vom Wald) ist eine römisch-katholische Kirche bei Imbersago in der lombardischen Provinz Lecco, Italien. Die Wallfahrtskirche des Erzbistums Mailand trägt den Titel einer Basilica minor. Das Bauwerk oberhalb der Adda stammt aus dem 17. Jahrhundert.

## Geschichte
Das Marienheiligtum hat seinen Ausgangspunkt in Berichten zu einem Fund frischer Kastanien im Frühjahr 1617, die als ein Marienwunder gedeutet wurden, und einer Marienerscheinung im Kastanienwald, bei der die Jungfrau ein von Wölfen bedrängtes Kind gerettet haben soll.
Nach einer ersten Kapelle 1632 wurde darüber eine Votivkirche nach einem Entwurf des Architekten Carlo Buzzi erbaut. Der Grundriss in Form eines Oktogons war seit dem 15. Jahrhundert in der Lombardei verbreitet für Marienheiligtümer. Das Gebäude wurde 1677 und 1888 erweitert. An den ehemaligen Zentralbau schließt sich ein hoher Chor mit einem seitlichen Glockenturm an. Über dem Hochaltar wurde 1888 das Bild der auf einer Wolke sitzenden Madonna mit Kind auf der Spitze eines Kastanienbaums angebracht.
Zum Heiligtum führt die 1824 fertiggestellte Heilige Stiege mit 392 Stufen, die sich vor der Kirche in zwei Treppenarme aufteilt. Dazwischen steht die von Enrico Manfrini geschaffene, vier Meter hohe Bronzestatue von Papst Johannes XXIII. Dieser hatte die Kirche schon als Kind besucht, als Kardinal Roncalli dessen Marienstatue gekrönt und als Papst die Kirche 1958 in den Rang einer Basilica minor erhoben. Die Statue wurde 1962 von Kardinal Montini, dem späteren Papst Paul VI. eingeweiht. Unterhalb des Belvedere-Platzes und vor den letzten Zugangsrampen zum oberen Platz befindet sich die ursprüngliche Kapelle Scurolo mit einer Stuckdarstellung des Gründungswunders.